# Tridens carolinianus
Tridens carolinianus là một loài thực vật có hoa trong họ Hòa thảo. Loài này được (Steud.) Henrard miêu tả khoa học đầu tiên năm 1940.